# Sven Otto Littorin
Sven Otto Julius Littorin, född 20 maj 1966 i Allhelgona församling, Östergötlands län, är en svensk före detta moderat politiker. Han var partisekreterare för Moderaterna mellan 2003 och 2006 och var statsråd och chef för Arbetsmarknadsdepartementet, vilket vanligen benämns som arbetsmarknadsminister, från 2006 till den 7 juli 2010 då han avgick på egen begäran.

## Familj, utbildning och tidig karriär
Sven Otto Littorin är uppvuxen på Lindevad säteri utanför Skänninge. Han är son till Sven Littorin som efter sin far drev säteriet med anor från 1600-talet och som var en av Sveriges största svinproducenter på 1950-talet. Vid sidan av djurhållningen, och sedermera på heltid, var fadern centerpartistisk politiker. Modern Lillemor, född Berlin, var journalist och bland annat länsförbundsordförande för Rädda Barnen. Sven Otto Littorin var yngst i syskonskaran efter systern Camilla, sedermera näringslivschef i Jönköpings kommun, och brodern Sverker Littorin.
Littorin var riksordförande för Moderat Skolungdom 1984–1985, ledamot av Sveriges Centrala Värnpliktsråd och Försvarets personalvårdsnämnd 1986–1987. Han lämnade militärtjänstgöringen som fänrik i artilleriet. Han bedrev ekonomistudier vid Lunds universitet 1988–1991; dock färdigställde han sin ekonomie kandidatexamen först i januari 2011. Han var ledamot av kårstyrelsen för Lunds universitet 1989–1990, revisor på Tipstjänst 1992–1994, politiskt sakkunnig och stabschef hos skatteminister Bo Lundgren på finansdepartementet 1991–1993 samt tillförordnad informationschef på Riksgäldskontoret 1999–2000. 
Littorin var gästföreläsare på Běijīng diànyǐng xuéyuàn, Pekings filmakademi, 1997 och special director vid Swedish American Chambers of Commerce 1998–2000. Han var 1997–2002 aktiv som grundare och senior partner i Momentor AB, ett venture catalyst-företag som fungerade som "riskkapitalmäklare" för företag i tidiga skeden. Bolaget fokuserade på avknoppningar från universitet samt större företag och var delägt av SEB Företagskapital och Industrifonden. 
Han har varit ledamot av ett flertal styrelser, såsom Timbro, riskkapitalbolaget Solid Ventures och Bomans i Trosa 1999-2002, och tidigare ledamot av Tillväxtakademin på KTH Executive School 2002–, Nuteks riskkapitalråd samt juryn för Årets Avknoppningsföretag på Kungliga Ingenjörsvetenskapsakademien. Dessförinnan var han Senior Vice President på Kreab/Strategy XXI Group i New York 1995–1997 med särskild inriktning på affärsutveckling inom området ekonomisk information, investor relations och krishantering, samt projektledare på Kreab i Stockholm 1993–1995. Han var styrelseledamot i Solid Ventures 2000–2001 och ledamot av juryn för Årets avknoppningsföretag (IVA) 2000–2002. 

### Ifrågasatt examen vid Fairfax University
Littorin tog en amerikansk ekonomiexamen, Master of Business Administration, vid Fairfax University 1997. I juni 2007 avslöjade webbtidningen Friktion att Littorins examen inte ses som en godkänd akademisk examen enligt de kriterier som utfärdats av amerikanska myndigheter. Denna examen åberopades av Littorin i hans CV, och Fairfax var vid tillfället licensierat i Louisiana. Littorin tog senare bort denna uppgift från sitt CV.

## Karriär från 2003

### Partisekreterare
Sven Otto Littorin var partisekreterare för Moderaterna från 1 januari 2003 och Moderaternas representant i näringsarbetsgruppen inom Allians för Sverige. Som partisekreterare var han chef och ansvarig för partiets organisation, personal och ekonomi. Efter Moderaternas och Allians för Sveriges valseger i riksdagsvalet 2006 efterträddes han på posten av Per Schlingmann.

### Arbetsmarknadsminister
Littorin blev utsedd till arbetsmarknadsminister i regeringen Reinfeldt i oktober 2006. Han blev också chef för arbetsmarknadsdepartementet, som formellt återinrättades den 1 januari 2007.
Littorin fick ansvar att genomdriva flera större ändringar i arbetsmarknadspolitiken som uppfattades som några bland de mest kontroversiella av regeringens program. Det innebar bland annat sänkt nivå i arbetslöshetsersättningen efter 200 dagars arbetslöshet, höjda egenavgifter i a-kassan med maximalt 300 kronor per månad och avskaffande av skattereduktionen för medlemskap i fackliga organisationer (25 procents skattereduktion) och a-kassor (40 procents skattereduktion). Förändringarna av a-kassan följdes av omfattande medlemsförluster i a-kassorna och de fackliga organisationerna. Under åren 2007 och 2008 förlorade de fackliga a-kassorna sammanlagt cirka 400 000 medlemmar och fackförbunden 245 000 medlemmar. Littorin var även ansvarig minister för  Arbetslivsinstitutets nedläggning 30 juni 2007.
Några dagar före sin avgång gjorde Littorin ett uttalande där han, i strid med partiets officiella linje, krävde omedelbar könskvotering till bolagsstyrelser. Den nytillträdde arbetsmarknadsministern Tobias Billström tog dock omedelbart tillbaka förslaget.

#### Avgången
Den 7 juli 2010, mitt under Almedalsveckan, tillkännagav Littorin sin omedelbara avgång. Han höll då en presskonferens och angav privata skäl. Han hänvisade också till den uppmärksamhet som hans pågående vårdnadstvist rönt i vissa medier och även om hur hans barn blivit kontaktade av journalister.
När Aftonbladet senare publicerade uppgiften om att han dagen före avgången konfronterats om ett påstått brott (först ospecificerat, sedan angivet som sexköp) orsakade detta ett stort mediepådrag, där Aftonbladet hävdade att detta påstådda sexköp skulle ha legat bakom avgången. Källan till Aftonbladets frågor kring det påstådda sexköpet var och är fortfarande anonym men gick under namnet "Anna" i medierna.  
På en fråga från Aftonbladets reporter om uppgiften om sexköp stämde, svarade Littorin den 6 juli 2010 till en början "Jag har absolut inga kommentarer överhuvudtaget". Senare samma dag dementerade hans pressekreterare uppgiften om sexköp till Aftonbladet. I en e-postintervju med Dagens Nyheter den 14 juli 2010 dementerade Littorin själv uppgiften. Han medgav dock att det faktum att Aftonbladet velat fråga ut honom i ärendet påverkade hans beslut att lämna regeringen.

### Efter avgången
Under våren 2011 var Littorin Visiting Scholar på Stanford University. Hösten 2011 startade Sven Otto Littorin pr-byrån Gibran Associates Ltd. 2012 var Littorin välgörenhetsarbetare. I juni 2012 gavs stor uppmärksamhet till det faktum att Littorin valts in i styrelsen för prospekteringsbolaget Wiking Mineral, vars majoritetsägare Patrik Brinkmann hade tydliga kopplingar till extremhögern och till anti-islamistiska grupperingar, bland annat som finansiär och nätverksbyggare, och till partier som det tyska Nationaldemokratische Partei Deutschlands. Efter tolv månader lämnade Littorin bolagsstyrelsen.

## Privatliv
Littorin har varit gift (1992) med ekonomen Ann Zetterberg Littorin, med vilken han har tre barn. Ann Zetterberg är dotter till förre Volvodirektören Christer Zetterberg. Han gifte sig den 4 maj 2013 med Therése Evling.